# 柏葉比呂樹
柏葉 比呂樹（かしわば ひろき、1975年 - ）は、日本の漫画家。北海道出身。2007年、『甲子園スーパースター名勝負K・Kコンビ終わらない夏』(双葉社)で、漫画家デビュー。

## 作品リスト
- Be Smile ProjectWEBサイト「スマイルサポーターインタビュー」
- 週刊マンガ日本史第42号『東郷平八郎』（朝日新聞出版）
- 週刊マンガ世界の偉人第36号『植村直己』（朝日新聞出版）
- 週刊なぞとき（朝日新聞出版)※共編
- 決算書は必ず裏を読め!（学習研究社）※共編
- マンガ 平家物語（上）（朝日新聞出版）※共編
- マンガ 平家物語（下）（朝日新聞出版）※共編
- ワイルド×ラッシュ（パチスロ激魂、監修：レビン、双葉社）
- しのけんができるまで（スロマガ７、原案：しのけん、プラントピア)

## 師匠
- 本そういち